# Ger Beukenkamp
Gerrit (Ger) Beukenkamp (31 juli 1946) is een Nederlands scenario- en toneelschrijver en theatermaker. Beukenkamp heeft diverse politieke stukken op zijn naam staan. Hij won in 1984 de ANV-Visser Neerlandia-prijs voor De Wisselwoning. Beukenkamp doceert onder andere aan de NFTA, de Amsterdamse toneelschool en de Universiteit Utrecht.
Beukenkamp heeft gewerkt aan diverse tv-series en films over de Nederlandse politiek en het koningshuis:
- Den Uyl en de affaire Lockheed over de Lockheed-affaire, in samenwerking met Hans Hylkema.
- De Kroon (film) over de ontmoetingen tussen Max van der Stoel en Jorge Zorreguieta, ten einde deze niet naar het huwelijk van zijn dochter te laten komen.
- De Prins en het Meisje over de Mabelgate.
- Klem in de draaideur over het conflict tussen Minister van Justitie Winnie Sorgdrager en Super Procureur Generaal Arthur Docters van Leeuwen.
- Soekarno Blues over het bezoek dat Soekarno bracht aan Juliana der Nederlanden, vlak voor de Indonesische onafhankelijkheid.
- De Troon over het Nederlandse koningshuis.
- Het Land van Lubbers, over de politieke carrière van Ruud Lubbers.
- Op Bezoek bij George W. Bush over de benoeming van Jaap de Hoop Scheffer als Secretaris-generaal van de NAVO en de Nederlandse steun aan de Amerikaanse missie in Iran.

Daarnaast heeft Beukenkamp gewerkt aan de serie die later Het jaar van Fortuyn zou worden. Hij werkte hiervoor in opdracht van AVROTROS en de bedoeling was de serie vooral te laten gaan over het leven van Pim Fortuyn en minder over politiek. Toen dit buiten verwachtingen uitpakte verbrak AvroTros, terwijl ze Beukenkamp eerder volledige carte blanche gaven, de samenwerking . Beukenkamp heeft wel met een amateurgezelschap alsnog een voorstelling over Fortuyn kunnen realiseren .
Verder heeft Beukenkamp gewerkt aan een film over het eerste proefverlof van Volkert van der Graaf, waarin hij zoveel mogelijk de fictie opzocht om alle perspectieven op Van der Graafs verlof te bieden, maar de Evangelische Omroep vreesde voor rechtszaken nadat juristen zeiden dat de serie de socialisatie van Van der Graaf in de samenleving zou belemmeren, waarop de omroep de stekker uit de film trok en deze nooit is verschenen . Dit zijn niet de enige project van Beukenkamp dat het niet gehaald hebben, Beukenkamp heeft ook geschreven aan series/films over: Eduard Douwes Dekker (over wie hij ook een boek schreef) en over de relatie tussen Simon Carmiggelt en Renate Rubinstein die vanwege de hoge productiekosten nooit is gerealiseerd .
Hij werkte met Tomas Ross aan de voorstelling Beatrix en de Premiers, waarin alle vijf de Minister-Presidenten met wie Beatrix der Nederlanden (Sophie van Winden) gedurende haar loopbaan mee vandoen kreeg: Dries van Agt (Huub Stapel), Ruud Lubbers (Tom Jansen), Wim Kok (Lukas Dijkema) Jan Peter Balkenende (Arnoud Bos), Mark Rutte (Jeroen Spitzenberger) en ook Fortuyn (acteur onbekend) kwam erin voor . Ook heeft Beukenkamp gewerkt aan een serie over Ayaan Hirsi Ali samen met Hans Galesloot, waarbij Theu Boermans al was beoogd als regisseur en een zelfs al een actrice voor de titelrol was gevonden, het project is echter nooit gerealiseerd. De titel was Droomland  Evenals een serie over Geert Wilders die ook nooit is gerealiseerd, waarover Beukenkamp liet weten dat deze in productie zou gaan bij de VARA, waarop de VARA zelf liet weten dat het wat te voorbarig van Beukenkamp was om hier al over naar buiten te komen omdat nog niks zeker was .
Daarnaast heeft Beukenkamp de voorstelling geschreven Volkert & Mohammed waarin Volkert van der Graaf (Pieter van der Sman) en Mohammed Bouyeri (Khaldoun Alexander Elmecky) een cel delen en elkaar vertellen over hun delicten en waarom ze het hebben gedaan. Hij was geïnspireerd door een nieuwsbericht dat Van der Graaf en Bouyeri op dezelfde vleugel in Penitentiaire Inrichting Haaglanden verbleven. En hij schreeft een voorstelling over de band tussen Gerard Reve (Gijs Scholten van Aschat) en Hanny Michaelis (Olga Zuiderhoek).

## Filmografie & Theaterwerken
- 2 Koningskinderen (met Dick van den Heuvel) (1981)
- Ik ga naar Tahiti (1992) bekroond met de Lira Scenarioprijs
- Emily, of het geheim van Huis ten Bosch (1996)
- Soekarno Blues (1999)
- Klem in de draaideur (2003)
- De Kroon (2004)
- Het Ravijn (film) (2005)
- Volkert & Mohammed (2006)
- De Prins en het Meisje (2007)
- Droomland (2009)
- Julia's Hart (2009)
- Op bezoek bij George W. Bush (2009)
- Den Uyl en de affaire Lockheed (2010), bekroond met de Lira Scenarioprijs
- Majesteit (2010)
- De Troon (2010)
- Beatrix en de Premiers (2013)
- Het Land van Lubbers (2016)